# Chatuzange-le-Goubet
Chatuzange-le-Goubet település Franciaországban, Drôme megyében. Lakosainak száma 6375 fő (2022. január 1.). Chatuzange-le-Goubet Alixan, Beauregard-Baret, Bésayes, Bourg-de-Péage, Marches, Rochefort-Samson, Romans-sur-Isère és Saint-Paul-lès-Romans községekkel határos.

## Népesség
A település népességének változása:
| Lakosok száma | 1777 | 2554 | 3619 | 4488 | 5122 | 5311 | 5516 | 5934 | 6122 | 6375 |
|               | 1968 | 1982 | 1990 | 2006 | 2013 | 2015 | 2017 | 2019 | 2020 | 2022 |